# Żabno
Żabno ist eine Stadt im Powiat Tarnowski der Woiwodschaft Kleinpolen in Polen. Sie ist Sitz der gleichnamigen Stadt-und-Land-Gemeinde mit etwa 19.000 Einwohnern.

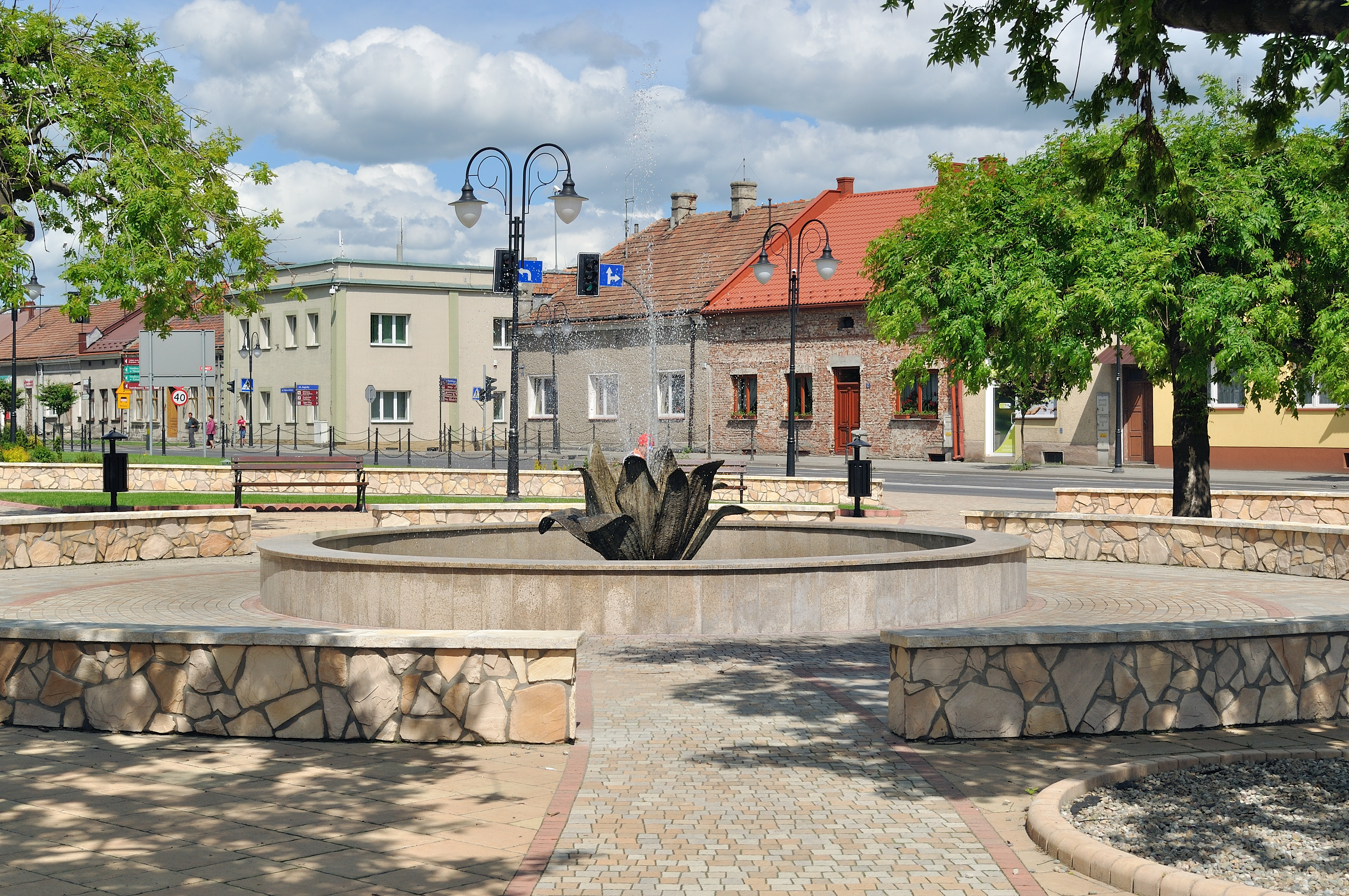
Brunnen auf dem Marktplatz

## Geographie
Żabno liegt etwa 70 km östlich von Krakau am Fluss Dunajec.

## Geschichte
Die ältesten Aufzeichnungen über Żabno stammen aus dem zwölften Jahrhundert von Bolesław V. Es ist nicht ganz klar, wann Żabno das Stadtrecht erhielt. Die erste schriftliche Aufzeichnung stammt aus dem Jahr 1385. 1487 erhielt die Stadt das Marktrecht. Die Stadt wurde mehrfach durch Brände und kriegerische Handlungen zerstört. 1873 brach eine Choleraepidemie aus. Der 1905 eröffnete Ziegelei war der erste Industriebetrieb der Stadt, zuvor dominierten Handwerk und Handel die Wirtschaft der Stadt. 1906 wurde die Bahnstrecke Tarnów–Szczucin eröffnet, eine angedachte Verbindung von Żabno nach Busko-Zdrój wurde nicht realisiert.
Von 1975 bis 1998 gehörte die Gemeinde zur Woiwodschaft Tarnów.

## Partnerstädte
- Bad Berka (Deutschland)

## Gemeinde
Die Stadt-und-Land-Gemeinde hat eine Flächenausdehnung von 104 km² und umfasst neben der Stadt weitere Dörfer und Siedlungen.